# Margit Högstedt-Almqvist

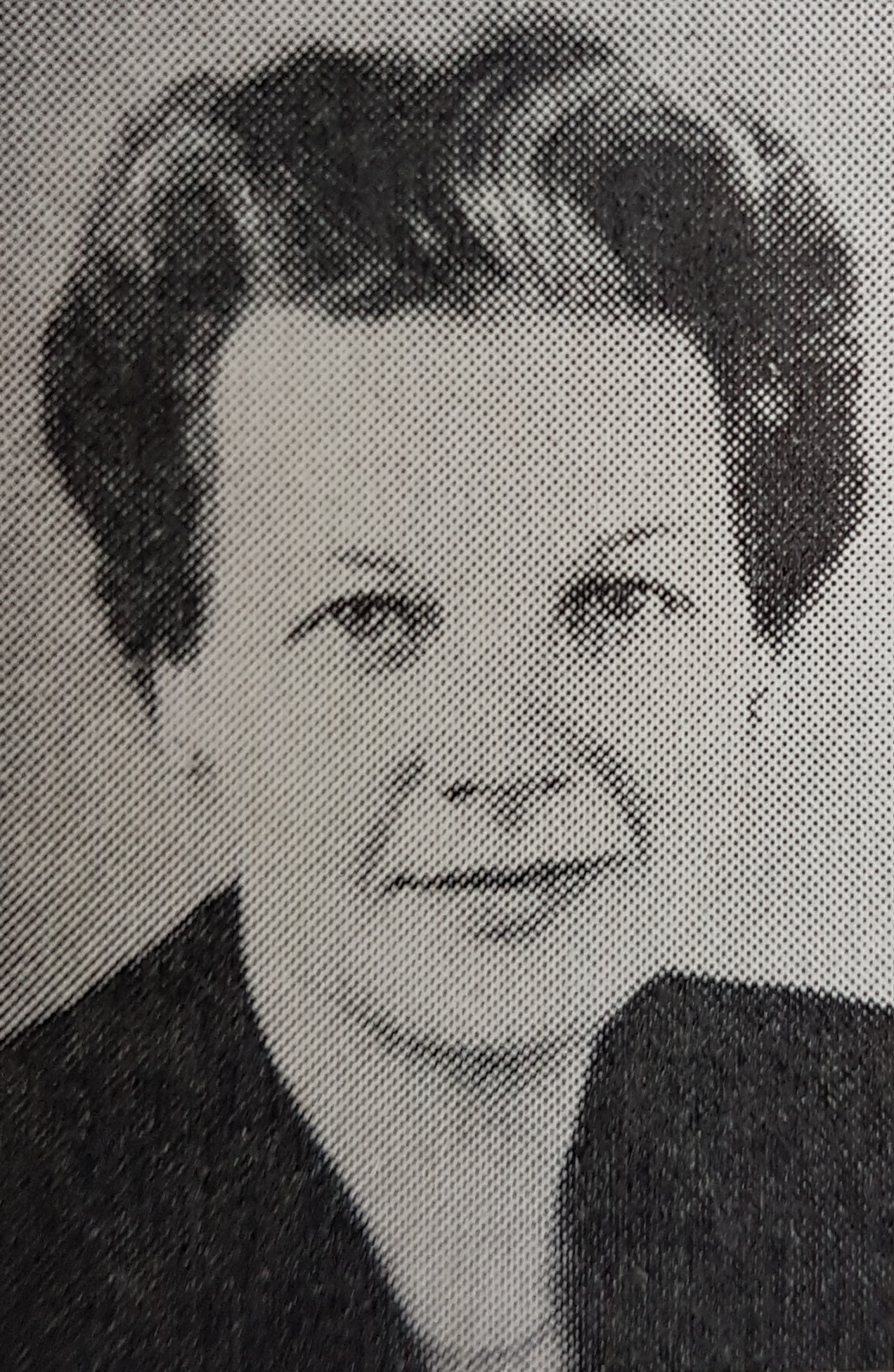
Avfotograferad porträttbild av Almqvist

Margit Anna Karin Högstedt-Almqvist, född 23 februari 1902 i Hedvig Eleonora församling i Stockholm, död 25 augusti 1983 i Barkåkra församling i Ängelholm, var en svensk målare och grafiker.
Hon var dotter till sjökaptenen Carl Emil Olsson och Selma Amalia Högstedt samt från 1945 gift med Henning Edvin Almqvist. Hon studerade konst vid Konstindustriella skolan i Köpenhamn 1917–1919 och för Axel Tallberg vid Konstakademiens etsningsskola 1919–1923 samt etsning för Frank Short och akvarellmålning för Albert Kinsley i London 1923–1924 dessutom bedrev hon självstudier under resor till Norge, Schweiz och Nederländerna samt en kortare tids akvarellstudier för H Krabbe. Separat ställde hon ut i Helsingborg 1926 och hon medverkade i Föreningen Svenska Konstnärinnors utställning på Liljevalchs konsthall 1927 samt föreningens utställningar i Helsingborg och Landskrona. Hon ställde ut med Skånes konstförening i Malmö 1927–1930 samt med flera lokala konstföreningar. Hennes konst består av barnporträtt, stadsbilder, landskapsskildringar ofta med motiv från de Svenska fjällen. Som målare arbetade hon huvudsakligen med akvarell och hennes grafik utfördes som litografi, linjeetsning, akvatint och mezzotint.